# Flak-Kampfabzeichen
Het Flak-Kampfabzeichen (Nederlands vrij vertaald: Gevechtsinsigne voor de Luchtdoelartillerie) voor de Luftwaffe was een insigne van de Duitse Wehrmacht in de Tweede Wereldoorlog en werd op 10 januari 1941 door de opperbevelhebber van de Luftwaffe de rijksmaarschalk Hermann Göring ingesteld. Het zou het succes van de luchtafweergeschut van de Luftwaffe, zowel in de verdediging tegen luchtaanvallen en ook grondaanvallen erkennen.

## Ontwerp
Het artistieke ontwerp werd op 19 juli 1940 door de Berlijnse ontwerper Wilhelm Peekhaus voorgelegd. De opdracht voor de productie van de vele duizenden insignes werd voornamelijk aan de Berlijnse firma C.F. Juncker gegund.
Het insigne bestaat uit een bestond uit een gestileerde 88mm-geschut, dat door een ovale krans van eikenbladeren omgeven was. Met daarop op het bovenste gedeelte van de krans het embleem van de Luftwaffe.
De afmetingen verschilde soms wat, afmetingen van de krans: hoogte 55 mm, breedte 45 mm; vleugelspanwijdte van de adelaar 40 mm, hoogte 30 mm. Gewicht insigne 41 gram.

## Kwalificatie voor de toekenning[2][4][5]
De toekenning van het insigne was gebaseerd op een puntensysteem. Een minimum van 16 punten was vereist om voor de voordracht in aanmerking te kunnen komen. Of het insigne kon toegekend worden zonder punten of door elke daad van moed of verdienste in het uitvoeren van een luchtafweer operatie.
Puntenverdeling:
- Elke luchtafweerbatterij die werd erkend voor het neerschieten van een vijandelijk vliegtuig zonder ondersteuning van andere batterijen, kreeg vier punten. Bij assistentie van andere batterijen werd twee punten toegekend.
- De bemanning van een zoeklicht (Flakscheinwerferbatterien 150 en Flakscheinwerferzüge 60 cm) of echolocatie-installatie die bij de eerste detectie van een vijandelijk vliegtuig ondersteuning bood aan de batterijen, kreeg één punt.
- Drie verschillende gevechtshandelingen tegen grond- of zeedoelen onder bemoeilijkte omstandigheden, bijvoorbeeld: vernietiging van bewegende tanks of schepen.
- Ook de verantwoordelijke commandant van een batterij van deze stukken luchtafweergeschut kon worden voorgedragen en gedecoreerd.

Het personeel van de geneeskundigendienst moesten hun insigne door het decreet van 7 januari 1942 weer inleveren.

## Beroemde luchtafweersoldaten
- Karl Carstens, later Bondspresident
- Richard Kolb, regimentscommandant, drager van het Ridderkruis, Alter Kämpfer van het Nationaalsocialisme
- Walter Kolb, later burgemeester van Frankfurt
- Ernst Kreuder, letterkundige
- Helmut Schmidt, batterijchef, later bondskanselier

## Na de Tweede Wereldoorlog
Het insigne was van een hakenkruis voorzien. Dat betekent dat het verzamelen, tentoonstellen en verhandelen van deze onderscheidingen in Duitsland aan strenge wettelijke regels is onderworpen. Op 26 juli 1957 vaardigde de Bondsrepubliek Duitsland een wet uit waarin het dragen van onderscheidingen met daarop hakenkruizen of de runen van de SS werd verboden. In de gedenazificeerde uitvoering mogen de insigne wel worden gedragen.